# هرمان بوش
هرمان بوش (انگلیسی: Hermann Bosch; ۱۰ مارس ۱۸۹۱ – ۱۵ نوامبر ۱۹۱۶) بازیکن فوتبال اهل امپراتوری آلمان بود.
از باشگاه‌هایی که در آن بازی کرده‌است می‌توان به باشگاه فوتبال کارلسروهه اف‌وی اشاره کرد.